# باركر دوجلاس
باركر دوجلاس (بالإنجليزية: Parker Douglass)‏ هو لاعب كرة قدم أمريكية أمريكي، ولد في 25 يونيو 1985 في كولمبوس في الولايات المتحدة.